# You've Been in Love Too Long
You've Been in Love Too Long е денс сингъл от 1965 г., записан от Мотаун групата Марта и Ванделас. Това е четвъртият им Топ 40 хит, като темата на песента е с феминистки нотки. Под звуците на самовлюбен ритъм енд блус фон, повествователката (вокалистката Марта Рийвс) обяснява на една жена, че след като години наред е питаела любов към неверен и насилствен мъж, тя трябва да го остави да си тръгне, като казва „ти си глупаче за чувствата на твоят любим“. Песента е продуцирана и написана от Уилям Стивънсън – Мики, Айви Джоу Хънтър и Клерънс Пол. В апогея си стига №25 на ритъм енд блус класацията и №36 в поп класацията през 1965 г. Много радио водещи предпочитат Б-страната, Love (Makes Me Do Foolish Things), което предизвиква по-малко ефирно време по програмите, както и по-незначителен успех в класациите. Бони Райт прави кавър на песента в албума си от 1973 г., Takin' My Time.